# Vilhelm Andersson
Cletus Vilhelm „Wille” Andersson (ur. 11 marca 1891 w Sztokholmie, zm. 21 września 1933 tamże) – szwedzki pływak i waterpolista z początków XX wieku, medalista igrzysk olimpijskich.
Pochodził z rodziny o tradycjach sportowych. Jego brat Cletus Andersson również był waterpolistą i olimpijczykiem.
Po raz pierwszy wystartował na igrzyskach olimpijskich podczas IV Letnich Igrzysk Olimpijskich w Londynie w 1908 roku. Wystartował tam w dwóch konkurencjach pływackich – wyścigach na 400 i 1500 metrów. w obu przypadkach jego rywalizacja skończyła się na eliminacjach. Cztery lata później wystartował na igrzyskach olimpijskich podczas V Letnich Igrzysk Olimpijskich w rodzinnym Sztokholmie. Zdobył tam srebrny medal w turnieju waterpolistów. Wystartował także w wyścigu pływackim w stylu dowolnym na dystansie 1500 metrów, w którym dotarł do półfinału. Po wojnie, w 1920 roku Andersson wystartował na igrzyskach w Antwerpii, gdzie zdobył swój drugi medal w piłce wodnej, tym razem brązowy. Na igrzyskach wystąpił jeszcze raz, podczas Igrzysk w Paryżu, gdzie z drużyną waterpolistów zajął czwarte miejsce.
Andersson reprezentował barwy klubu SK Neptun.